# Iglesia de Santa Eugènia de Nerellà
La Iglesia de Santa Eugènia de Nerellà es una iglesia románica localizada en la entidad de población de Santa Eugènia de Nerellà perteneciente al municipio de Bellver de Cerdaña en la comarca de la Cerdaña.

## Historia
La parroquia sale documentada en el siglo X en el acta de consagración de la Catedral de Santa María de Urgel. Como iglesia sale citada por primera vez en el año 1003 como Sancta Eugenia qui est in Neriniano. Fue declarada monumento histórico-artístico nacional en el año 1984.

## Edificio
La iglesia actual está construida sobre la antigua románica, reformada en la segunda mitad del siglo XVIII aprovechando la estructura anterior, la cabecera se cambió de posición, con la puerta de arco de medio punto y sobre ella un óculo, la cubierta es a dos vertientes. En la última restauración del año 2002, se descubrieron, vaciadas en el muro correspondiente al que fue el presbiterio una absidiola en ambos lados.

## Campanario
El campanario original es de torre de planta cuadrada de 3,40 metros por lado, con cuatro niveles, el de la base es liso con una pequeña ventana de aspillera, el segundo está decorado con tres arcos ciegos de estilo lombardo y las esquinas sobresalidas con pilastras, el tercer cuerpo está formado con un gran arco ciego y una ventana de aspillera continuando las esquinas igual que en el segundo nivel, el último piso presenta en cada cara una ventana de arco de medio punto de 1,50 x 1,99 metros y la cubierta a dos vertientes.
Su singularidad es que está fuertemente inclinado hacia el sudeste con 1,20 metros de desplome por una altura de 18,50 metros. Por esta característica se la conoce como la torre de Pisa de la Cerdaña.